# Risen Peak
För andra betydelser, se Risen (olika betydelser).
Risen Peak är en bergstopp i Antarktis. Den ligger i Östantarktis. Norge gör anspråk på området. Toppen på Risen Peak är 2 040 meter över havet, eller 358 meter över den omgivande terrängen. Bredden vid basen är 2,0 km.
Terrängen runt Risen Peak är varierad. Trakten är obefolkad. Det finns inga samhällen i närheten. 